# Крајишници из Футога
Крајишници из Футога (Крајишници, Пјевачка група Крајишници, Пјевачка група Крајишници из Футога, Крајишка пјевачка група Крајишници из Футога, Група Крајишника из Футога) јесу српски музички састав, који изводи крајишку народну музику. Састав је настао 1983. године у Футогу, код Новог Сада, у Војводини. Један је од најстаријих крајишких музичких састава. Њихов највећи хит и својеврсна лична карта јесте пјесма Подгрмечко дијете.

## Историја групе
Музички састав Крајишници из Футога настао је 1983. године у Футогу, код Новог Сада, као пјевачка група Културног центра „Младост” из Футога. Сматра се једним од најстаријих крајишких музичких састава. Током 1980-их група је дјеловала у оквиру културног центра, да би почетком 1990-их кренула са самосталним дјеловањем, започевши и студијски рад. Група Крајишници из Футога је добила такво име јер су је основали људи који су поријеклом из Крајине, а живјели су и радили на подручју Футога. Основицу групе чине браћа Душко и Радослав Јазић. Као правно лице, под именом Пјевачка група Крајишници, регистровао ју је Душко Јазић 2007. године, који је и солиста у групи и један је од цјењенијих вокала крајишке изворне пјесме.
Први музички албум Крајишници из Футога су снимили 1994. године. У периоду од 1994. до 2008. године издали су преко десет музичких албума. Добар дио групе били су чланови родом од Крупе, а темељ групе чине браћа Душко Јазић Јазо и Радослав Јазић Баћо, који су родом из Доњих Петровића код Крупе, Милутин Вукас Брацо, који је родом из Лике (тачније из Језера код Плашког, у бившој општини Огулин) и Слободан Ћобо Радаковић, који је такође родом од Крупе. Први чланови групе били су солисти Душко Јазић Јазо и Максим Маћо Косић, те пратећи вокали Радослав Јазић Баћо, Милутин Вукас Брацо (кум Душка Јазића), Никола Ниџо Омчикус, Бошко Боле Косић и Миленко Мико Косић. Мико Косић групу напушта након 1994. године, а 1999. године групу напуштају Маћо и Боле Косић и Ниџо Омчикус. У групу 2000. године долазе Зоран Зоки Ђурић (који је у групи био до 2001. године) и Слободан Ћобо Радаковић.
Поред студијских активности, група учествује на бројним манифестацијама, концертима и фестивалима у земљи и иностранству.

### Завичајни мотив у пјесмама
Чест мотив у њиховим пјесмама јесу Грмеч и Грмечлије (пјесме Подгрмечко дијете, Грмеч нам је круна (сестра му је Уна), Здраво били, Крајишници, Земља преко Дрине, Село моје, Делија и лола и Срце Грмечлије), Уна (пјесме Далеко је Уна од Србије, Грмеч нам је круна (сестра му је Уна) и Јављај, побро) и крупски крај (пјесме Точи, газда, ракију, Петровићке зоре, Грмеч нам је круна (сестра му је Уна), Село моје, Сјећање на Крајину, Земо, роде, Дубовик и Дођи, лоло); као и Лика (пјесме Три дјевојке личке, Кад Личанка мази, Лички бећар, Лички обичај, Делија и лола, Плашчанска долина и Кордун, Лика, Далмација).
Осим Крупског краја и Лике, опјевани су и Сана (пјесме Сано водо и Сана љепшу умивала није), те крајеви у крупском комшилуку: новски (пјесме Сјећање на Крајину, Петровићке зоре и Земо, роде), петровачки (пјесме Здраво били, Крајишници и Ој, Брестовче, Вођенице), сански (пјесме Јелашиновци и Саница и Точи, газда, ракију) и кључки крај (пјесма Јелашиновци и Саница).
У пјесмама се често чује и тамбура (Хеј, цуро малена, Точи, газда, ракију и друге пјесме), која је карактеристичан инструмент за Лику и крупски крај.

## Естрадна каријера

### Музички албуми
Свој први музички албум Крајишници из Футога су издали за новосадски Мегатон, 1994. године. Албум, који је био у формату музичке касете, носио је назив Певај, српски роде. Ова трака је имала девет пјесама. Албум су снимили са Бором Анђелићем, који је био и аутор већине пјесама.
Свој сљедећи албум, такође музичку касету, Крајишници из Футога су издали за издавачку кућу Нина трејд из Београда (из Сурчина). Албум је изашао 1998. године. Ова трака је имала десет нумера, а носила је назив Крсна слава. Аутори пјесама били су Крајишници из Футога, Драго Плавшић и Баја Мали Книнџа. На овој касети налази се хит Подгрмечко дијете, као и а капеле Ја на бунар и Јањска пјесма.
Године 1999. за Нина трејд издају албум Крајишка мајка/Ајмо, моја браћо, запјевати. Албум је имао 11 пјесама. Аутори већине пјесама су били Крупљанин Славко Вигњевић (текстописац) и Крупљанин, са пријератном адресом у Крњеуши, Радомир Каран (композитор). Аутор хита Ајмо моја, браћо запјевати био је бивши хармоникаш Јата голубова Бранко Браниша Ђукић. Поред њих, аутори по једне пјесме били су и Маћо Косић и Брацо Вукас. На овом албуму су се нашли и шаљиви лички бећарац Три дјевојке личке, а капела Пјевај, шево, као и Ујкина пјесма, чији је аутор био Петар Бура Мрше, бивши члан Звукова Тромеђе и Тромеђе, који је био и солиста у овој пјесми. Након овог албума, три члана (Максим Косић, Бошко Косић и Никола Омчикус) напуштају групу, а у групу долазе два нова члана (Слободан Радаковић и Зоран Ђурић).
Године 2000. за Нина трејд су издали музички албум (касету) са десет нумера, под називом Ој, Крајино, славно име. И на овом албуму аутори су били Славко Вигњевић, Радомир Каран, Милутин Вукас Брацо и Бранко Браниша Ђукић, а једну пјесму је написао Неђо Костић. На овом албуму налази се хит Грмеч нам је круна, пјесма коју је, под називом Грмеч и Уна, изводио још један Крупљанин – Боро Дрљача. Исте године, за Нина трејд, издају и музичку компилацију са 21 пјесмом.
Свој посљедњи албум за Нина трејд Крајишници из Футога издају 2001. године. Албум, који се звао Стари бећар, имао је десет пјесама. Аутори пјесама били су Славко Цале Митровић, Славко Вигњевић, Милутин Вукас Брацо, Радослав Јазић Баћо, Зоран Зоки Ђурић, Владо Гагић. На албуму су се нашле пјесме Расули се сви по бијелом свијету и Здраво били, Крајишници (обрада некадашње пјесме Недељка Билкића и Неџада Салковића). Након овог албума групу напушта Зоран Ђурић, а група у непромијењеном саставу снима наредне албуме.
Године 2002. састав почиње сарадњу са музичком кућом Реноме из Бијељине. Издали су музички албум Гаравуша+Плавуша са осам нумера, и хитом Гаравуша. Један од аутора пјесама био је Предраг Дрезгић Преша, а аутори су били и Боривој Анђелић, Милутин Вукас и Душко Јазић. Сљедеће године, за исту кућу издају албум Земља преко Дрине, са десет нумера Мирка Пајчина, Велимира Живковића, Милутина Вукаса, Радослава Јазића.
Године 2004. издају албум Земља ђеда мога (касету и ЦД), са девет пјесама и готово истим ауторима. Гост на овом албуму била је Драгана Ољача, а на албуму се налази и а капела Јелашиновци и Саница. Године 2006. издају албум Точи, газда, ракију... (касету и ЦД), са девет пјесама, које су написали Саша Голубовић, Миодраг Стамболија и чланови групе, а међу којима је и народна пјесма, а капела Мој рођаче. Године 2008, такође за Реноме, издају албум По старински. Албум је имао девет пјесама. Композитор је био Борислав Боцо Томашевић, а текстописци су били Радослав Јазић, Милутин Вукас, Лазо Пајчин. На овом албуму се налази и народна пјесма, а капела Ој, Брестовче, Вођенице.
Године 2018, објављују неколико пјесама на Ју тјубу, а 2023. објављују пјесму Крајишка легенда, посвећену њиховом земљаку Бори Дрљачи.
Група је направила неколико студијских музичких спотова.
Њихове пјесме нашле су се на неколико музичких компилација. Пјесме Мој Мјесече (Ој, мјесече, издајице) и Стари бећар уврштене су у албум Бисери крајишке пјесме 2 (2002), а пјесма Расули се сви по бијелом свијету у албум Крајишки бисери 3 (2003), све у издању Нина трејда. Остале пјесме углавном су се нашле на компилацијама бијељинског Реномеа. На компилацији Најљепше крајишке пјесме 4, из 2002. године, нашле су се пјесме Гаравуша и Далеко је Уна од Србије, а на компилацији Најљепше крајишке пјесме 5, исто из 2002. године, нашле су се пјесме Сјећање на Крајину и Крајишка свадба. На компилацији Најљепше крајишке пјесме 6, из 2005. године, биле су пјесме Без роднога краја и Доктор за жене, а на компилацији Најљепше крајишке пјесме 11, из 2008. године, била је пјесма По старински.
Музички спотови ове групе појавили су се на неколико видео-компилација: Најљепше крајишке пјесме 2, из 2005. године (пјесме Без роднога краја и Хеј, цуро малена), Завичају Мили Рају (Коктел Традиционалних Пјесама), из 2007. године (пјесме Точи, газда, ракију и Кордун, Лика, Далмација), те Сабор крајишке пјесме 2009 (пјесма Точи, газда, ракију).
Крајишници из Футога су сарађивали са другим музичким извођачима, па су снимили неколико дуетских пјесама. Тако су са Боривојем Бором Анђелићем снимили албум Певај, српски роде, а са Петром Буром Мршом Ујкину пјесму. Били су гости на албуму Момчила Зеца из 1997. године, а са Желимиром Кулишићем су 2002. године снимили дует з апјесму Viva Las Vegas. Са Драганом Ољача снимили су пјесму Шта то радиш, Маро. Са Биљаном Бањац су снимили пјесму Кордун, Лика, Далмација. Са земљаком Ранком Станићем Џимијем, који је родом из крупског села Поткалиња, снимили су пјесму Земо, роде, а били су му и пратећи вокали на његовом албуму из 2004. године. Са земљаком Бором Дрљачом, који је родом из крупског села Суваје, снимили су пјесму Пусто поље, а били су му и пратећи вокали на његовом албуму из 2007. године.

### Естрадни наступи
Осим дискографских издања које имају иза себе, Крајишници из Футога су чести гости на различитим културним манифестацијама и појединим музичким фестивалима.
Крајишници из Футога су такође гости различитих телевизијских кућа, гдје изводе крајишке изворне пјесме. Имали су велики број наступа на Телевизији Нови Сад, Телевизији БН, у емисијама Завичају, мили рају и Свијет Реномеа, као и на Телевизији Дуга САТ, у емисији Лек за душу.

### Чланови

#### Садашња постава
- Душко Јазић „Јазо“ – Вођа групе, вокални солиста.
- Милутин Вукас „Брацо“ – Пратећи вокал.
- Радослав Јазић „Баћо“ – пратећи вокал, вокални солиста.
- Слободан Ћобо Радаковић – Пратећи вокал.

#### Бивши чланови
- Зоран Зоки Ђурић – Хармоникаш.
- Максим Маћо Косић – Вокални солиста.
- Никола Ниџо Омчикус – Пратећи вокал.
- Бошко Боле Косић – Пратећи вокал.
- Миленко Мико Косић – Пратећи вокал.

### Хитови

#### Најпознатији хитови
- Подгрмечко дијете (1998)
- Ајмо, моја браћо, запјевати (1999)
- Грмеч нам је круна (сестра му је Уна) (2000)
- Расули се сви по бијелом свијету (2001)
- Гаравуша (2002)
- Точи, газда, ракију (2006)
- По старински (2008)
- Петровићке зоре (2008)
- Земо, роде (2008)
- Ој, Брестовче, Вођенице (2008)

#### Остали хитови
- Запјевајмо, Крајишници (1998)
- Пјешке идем из града (1998)
- Ја на бунар (1998)
- Јањска пјесма (1998)
- Снаша оком, а ја скоком (1998)
- Оће ћаћа да ме жени (1999)
- Три дјевојке личке (1999)
- Крајишка мајка (1999)
- Пјевај, шево (1999)
- Стари бећар (2001)
- Здраво били, Крајишници (2001)
- Сано, водо (2001)
- Далеко је Уна од Србије (2002)
- Земља преко Дрине (2003)
- Лички обичај (2003)
- Без роднога краја (2005)
- Хеј, цуро малена (2005)
- Кордун, Лика, Далмација (2006)
- Сана љепшу умивала није (2008)
- Делија и лола (2008)

### Фестивали
- 2009. Сабор крајишке пјесме у Бањалуци – Точи, газда, ракију.[63][77]

### Манифестације
- 2007. Дугино Посело у Зрењанину.[78][6]
- 2008. Дугино Посело у Руми.[79]
- 2010. Збор на Пантелиндан у Доњим Петровићима, код Крупе.[80]
- 2017. Купусијада у Футогу, код Новог Сада.[81]

## Дискографија

### Албуми
- Певај, српски роде, Мегатон (1994)
- Крсна слава, Нина трејд (1998)
- Крајишка мајка/Ајмо, моја браћо, запјевати, Нина трејд (1999)
- Ој, Крајино, славно име, Нина трејд (2000)
- Ој, Крајино, славно име (компилација), Нина трејд (2000)
- Стари бећар, Нина трејд (2001)
- Гаравуша+Плавуша, Реноме (2002)
- Земља преко Дрине, Реноме (2003)
- Земља ђеда мога, Реноме (2004)
- Точи, газда, ракију..., Реноме (2006)
- По старински, Реноме (2008)